# 예정된 시간을 위해 (장덕의 노래)
<예정된 시간을 위해>는 대한민국의 여성 싱어송라이터 장덕에 의해 작사 · 작곡된 곡이다. 1989년 6월 장덕의 다섯번째 정규 음반 《예정된 시간을 위해》의 동명 타이틀곡으로 발표되었다. 1990년 2월 4일 장덕이 사망하고 약 4개월 후(6월) 장덕 · 장현 남매의 매니저로서 그들이 죽는 날까지 항상 함께 했던 김철한의 기획하에 전영록, 이선희, 김범룡, 박혜성, 최성수, 진미령, 임종환, 위일청, 지예, 양하영, 임지훈 등 11명의 동료가수들이 참여한 장덕 추모음반 《예정된 시간을 위하여》가 발표되었다. 그리고 동명 타이틀곡 <예정된 시간을 위하여>는 그 해 8월 음반판매량(80%)과 방송횟수(20%)를 종합해 매기는 뮤직박스 차트에서 2위까지 올랐고 한 해 총결산 가요순위에서도 톱10 안에 들었다. 

## 해설
《예정된 시간을 위해》의 작업이 막바지에 이르고 있었을 때였다. 장덕은 코아기획의 대표로서 자신의 매니지먼트 일을 하던 오빠 장현이 설암 3기라는 청천벽력 같은 소식을 전해 듣게 된다. 장덕은 눈 앞이 캄캄했다. 그리고 오빠 장현이 자신을 뒷바라지 하며 밤낮이 뒤바뀐 생활을 하다가 병이 생긴 것이라 여기며 심한 죄책감을 느끼게 된다. <예정된 시간을 위해>는 장현의 설암 판정이 내려지기 훨씬 전에 만들어진 곡이었다. 하지만 결과적으로 오빠 장현의 투병을 예언한 곡이 되고 말았다. 오빠 장현이 설암 판정을 받고 나서 언론과 가진 한 인터뷰에서 장덕은 "어떻게 이토록 지금의 상황을 예견하고 이 곡을 만들었는 지 나 또한 의심스러울 정도다"라고 답한 바 있다. 《예정된 시간을 위해》가 발표되고 동명 타이틀곡 <예정된 시간을 위해>가 좋은 반응을 얻고 있었을 때 오빠 장현의 병세는 더욱 악화됐다. 그래서 장덕은 방송활동을 접고 오빠의 병 간호에 집중하게 되었는데, 이 과정에서 신곡 작업까지 철야로 하게 되었고 과로가 쌓여갔다. 게다가 몇 주 전부터 감기 증세가 지속되었는데 불면증 증세까지 겹쳐지면서 다량의 수면제와 감기약을 복용하게 되었고, 그로 인한 쇼크로 1990년 2월 16일 새벽 2시 경 오빠보다도 먼저 세상을 떠나게 되었다.  <예정된 시간을 위해>의 가사처럼 수많은 별들이 가득한 밤이었다. 장덕의 죽음에 대해 세간에는 자살설도 나돌았지만 당시 장덕이 자살을 선택했다고 보기는 힘들다. 쇄도하는 작곡 요청에 행복한 비명을 지르고 있을 때였기 때문이다. 다만 오빠의 병간호로 인해 과로가 쌓였고 감기 및 불면증 증세까지 더해져 아프고 힘든 시기를 보내고 있었던 것만큼은 확실하다. 장덕은 사망하기 한, 두달 전부터 미국에서 재혼하여 살고 있는 어머니에게 갑작스레 많은 전화를 걸어왔다고 한다. 그리고 사망하기 불과 일주일 전에 전화를 걸어와 한 말들은 "나 한 일주일만 엄마 곁에 가서 쉬고 싶어", "나 가수생활 청산하려고 은퇴했어, 이젠 작곡가로 살 거야". "나 요즘 작곡 요청 많이 들어와 엄마" 등의 말들이었다. 이에 장덕의 어머니는 장덕을 초청할 준비를 하고 있었는데, 일주일 후 예상치 못한 장덕의 사망 소식이 뉴스 · 신문을 통해 보도 되었다. 장덕의 사망 소식에 이번에는 <예정된 시간을 위해>가 장덕 자신의 운명을 예언한 곡이었다는 소문이 세간에 떠돌았고 팬들의 호기심은 증폭되어만 갔다. 장덕이 사망하고 6개월 후(8월 16일) 오빠 장현 또한 증세가 악화되어 경기도 성남시 성남병원으로 병원으로 옮겨졌고 혼수상태에서 인공호흡으로 연명하다가 세상을 등졌다. 예정된 시간을 살면서도 장현은 장덕의 곡 <예정된 시간을 위해>를 무척이나 아끼고 즐겨 들었다고 한다.

## 커버 버전
- 2013년 3월 KBS2 TV의 예능 프로그램 제92회 <불후의 명곡: 전설을 노래하다>에서 이지형이 리메이크 하였다.
- 2008년 7월 30일 여성가수 최혜숙이 리메이크 음반 《최면》에서 리메이크 하였다.
- 2007년 3월 25일 옴니버스 음반 《7080 김현식 & 발라드 베스트》에서 이선희가 리메이크 하였다.
- 2004년 10월 여성가수 란이 정규 1집 음반 《사랑해서 더 슬픈 일》에서 리메이크 하였다.
- 2004년 10월 여고생 가수 리브가가 정규 1집 음반 《빛》에서 리메이크 하였다.
- 1990년 6월 장덕 추모 음반《예정된 시간을 위하여》에서 위일청, 임지훈, 이선희 등 참여한 모든 가수가 합창으로 리메이크 하였다.